# UFC Fight Night: Mousasi vs. Hall 2
UFC Fight Night: Mousasi vs. Hall 2 (también conocido como UFC Fight Night 99) fue un evento de artes marciales mixtas organizado por Ultimate Fighting Championship. Se llevó a cabo el 19 de noviembre de 2016 en el The SSE Arena, en Belfast, Irlanda del Norte.

## Historia
El evento será el segundo que la promoción organizará en Irlanda del Norte, pues el primero fue UFC 72 en junio de 2007.
Originalmente, los pesos wélter Dong Hyun Kim y Gunnar Nelson iban a enfrentarse en el combate estelar de la noche. Sin embargo, el 21 de octubre se anunció que Nelson se había retirado de la pelea debido a una lesión. Debido a esto, la UFC programó una revencha entre Gegard Mousasi y Uriah Hall como nuevo combate estelar. En su primer enfrentamiento, llevado a cabo en septiembre de 2015 en UFC Fight Night: Barnett vs. Nelson, Hall ganó por nocaut técnico en lo que fue considerado un resultado sorpresivo.
El evento coestelar enfrentó a Ross Pearson contra Stevie Ray.

## Premios extra
Los siguientes peleadores recibieron un bono de $50 000 dólares:
- Pelea de la Noche: No fue entregado
- Actuación de la Noche: Jack Marshman, Kevin Lee, Justin Ledet y Abdul Razak Alhassan